# NEO (Magazin)
NEO (Katakana ネオ) ist der Titel des monatlich im Vereinigten Königreich und in der Republik Irland veröffentlichten Magazins, dass von Uncooked Media vertrieben wird und sich auf mehrere Aspekte der ostasiatischen Unterhaltungskultur, darunter Animes, Mangas, Visual Novels, japanische, koreanische, chinesische Filme, sowie auf J-Rock, J-Pop und Visual Kei spezialisiert hat. Es ist das erste Animemagazin im Vereinigten Königreich, dass sich jedoch auf die japanische Populärkultur ausweitet.
Der erste Chefredakteur war Stu Taylor. Als Verlag konnte Uncooked Media gewonnen werden, deren kostenfreies Videospielmagazin eine Reichweite von 80,000 Auflagen hat.
Im NEO werden unter anderem Besprechungen zu Mangas, Animes, Videospielen und Bücher veröffentlicht. Auch werden Personen der ostasiatischen Unterhaltungskultur, wie etwa Illustratoren oder Regisseure porträtiert und Rezepte aus der japanischen Küche vorgestellt. Gemeinsam mit dem Unternehmen Sweatdrop Studios werden monatlich Anleitungen zum Zeichnen von Manga veröffentlicht. Eine weitere Sektion sind Interviews mit verschiedenen Künstlern der japanischen Kultur. Auch werden Cosplay-Fotostrecken im NEO abgedruckt.
Seit 2007 vergibt das Magazin jährlich die NEO Awards, bei der die Leser des Magazins in jeder Kategorie ihren Favoriten aus einem nominierten Kreis wählen können. Die Preisverleihung findet auf der MCM London Comic Con statt.